# Where You Want to Be
Where You Want To Be è il secondo album dei Taking Back Sunday. È stato pubblicato il 27 luglio 2004. Si tratta di un follow-up al loro primo tentativo, Tell All Your Friends. È il primo album ad avere il chitarrista Fred Mascherino. This Photograph Is Proof (I Know You Know) è apparsa nella colonna sonora di Spider-Man 2.
Il titolo dell'album viene dalla canzone Set Phasers to Stun, in cui la frase è in evidenza.
Where You Want To Be ha debuttato nella Billboard 200 alla terza posizione vendendo 163 000 copie nella prima settimana. Dal settembre 2005, il CD ha venduto 667 000 copie, con la certificazione disco d'oro.

## Tracce
1. Set Phasers to Stun – 3:03
2. Bonus Mosh Pt. II – 3:06
3. A Decade Under the Influence – 4:07
4. This Photograph Is Proof (I Know You Know) – 4:11
5. The Union – 2:50
6. New American Classic – 4:35
7. I Am Fred Astaire – 3:43
8. One-Eighty by Summer – 3:53
9. Number Five with a Bullet – 3:49
10. Little Devotional – 3:07
11. ...Slowdance on the Inside – 4:26 (Vinyl Only)

### Bonus Track (versione giapponese)
1. Your Own Disaste – 5:39

## Formazione
- Adam Lazzara – voce
- Fred Mascherino – chitarra
- Mark O'Connell – batteria
- Matt Rubano – basso
- Eddy Reyes – chitarra